# Under the Sheets
"Under the Sheets" là một bài hát, đồng thời là đĩa đơn đầu tay của nữ ca sĩ người Anh Ellie Goulding cho album đầu tay của cô ấy Lights (2010). Được sản xuất bởi Starsmith, nó được phát hành dưới dạng đĩa đơn đầu tiên từ album. Bài hát có mặt trước công chúng lần đầu tiên bởi Huw Stephens của đài BBC Radio 1 vào ngày 30 tháng 9 năm 2009 và phát hành tại của hàng iTunes Store của Anh vào 15 tháng 9 năm 2009, đạt đến vị trí thứ 35 trên UK Singles Chart. Bài hát được dùng để quảng bá cho mùa thứ hai của 90210 trên kênh E4 tại Anh.

## Danh sách bài hất
- EP trên iTunes của Anh[2]

1. "Under the Sheets" – 3:46
2. "Fighter Plane" – 4:24
3. "Under the Sheets" (Jakwob Remix) – 5:36
4. "Under the Sheets" (Pariah Remix) – 4:50

- Đĩa đơn 7" tại Anh

A. "Under the Sheets" – 3:46
B. "Fighter Plane" – 4:24
- Đĩa đơn CD tại Đức va cửa hàng iTunes[4][5]

1. "Under the Sheets" – 3:44
2. "Guns and Horses" (Live at Metropolis Studios) – 3:48

## Xếp hạng
| Bảng xếp hạng (2009–10)                         | Vị trí cao nhất |
| ----------------------------------------------- | --------------- |
| Bỉ (Ultratip Flanders)                          | 3               |
| Đan Mạch Airplay (Tracklisten)                  | 2               |
| Trường songid là BẮT BUỘC CHO BẢNG XẾP HẠNG ĐỨC | 91              |
| Anh Quốc (OCC)                                  | 53              |

## Lịch sử phát hành
| Khu vực        | Ngày                 | Định dạng       | Nhãn              |
| -------------- | -------------------- | --------------- | ----------------- |
| United Kingdom | 9 November 2009      | Đĩa đơn 7"      | Neon Gold Records |
| United Kingdom | 15 tháng 11 năm 2009 | Tải kỹ thuật số | Polydor Records   |
| Bỉ             | 15 tháng 11 năm 2009 | Tải kỹ thuật số | Universal Music   |
| Đức            | 3 tháng 9 năm 2010   | Tải kỹ thuật số | Universal Music   |
| Đức            | 17 tháng 9 năm 2010  | Đĩa đơn CD      | Universal Music   |